# Korpus Magnusa Gabriela De la Gardie

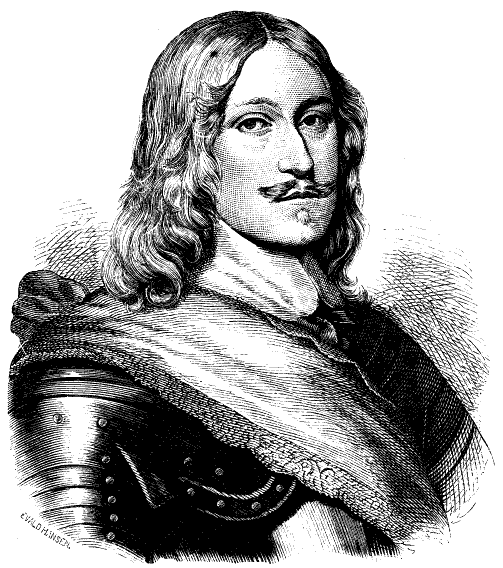
Magnus Gabriel De la Gardie

Korpus Magnusa Gabriela De la Gardie (zwany też korpusem inflanckim) – jeden z korpusów w strukturze organizacyjnej wojska szwedzkiego w połowie XVIII wieku.
Brał udział w walkach okresu II wojny północnej (1655–1660).

## Skład w sierpniu 1655
- 3 pułki rajtarii fińskiej:
  - Åbo och Björneborgs läns regemente – 1056 żołnierzy
  - Nylands och Tavastehus läns regemente – 856 żołnierzy
  - Viborgs och Nyslotts läns regemente – 776 żołnierzy
- 5 pułków piechoty fińskiej:
  - Åbo läns regemente – 200 żołnierzy
  - Björneborgs regemente – 670 żołnierzy
  - Tavastehus regemente – 662 żołnierzy
  - Viborgs regemente – 445 żołnierzy
  - Österbottens regemente – 700 żołnierzy
- 1 pułk piechoty szwedzkiej Älvsborgs regemente – 678 żołnierzy,
- 1 pułk piechoty najemnej (pułk przyboczny marszałka) – 705 żołnierzy,
- pół fińskiego pułku dragonii fińskiej (prawdopodobnie 4 kompanie).

Razem:
- 2688 żołnierzy jazdy,
- 4060 żołnierzy piechoty,
- 488 żołnierzy dragonii,
- 49 dział.